# 鍋島紀雄
鍋島 紀雄（なべしま ただお、1897年5月26日 - 1968年2月19日）は、日本画家。

## 来歴
大阪市北区福島番外413番地に生まれる。父熊太郎（1865年（慶応元年）生まれ）、母ミチ（旧姓牧、1876年（明治9年）生まれ）の長男。鍋島熊太郎は旧佐賀蓮池藩連枝。
1915年（大正4年）東北学院中等部卒業。4月、東京美術学校日本画科に入学。4月から7月まで予備科、8月から本科に進む。川合玉堂、結城素明、松岡映丘の指導を受ける。
1921年（大正10年）東京美術学校（現：東京芸術大学）卒業。
卒業制作は、東京芸術大学収蔵品として保管されているが、一般公開はされていない。
恩師・川合玉堂の言葉「塵汚の渦中に巻込まれる勿れ、一意我が道に精進せよ」を受けて中央画壇に背を向け、大阪南部の羽曳野市に住み、人知れず「己が魂」を描き続けた。
美術評論家・河北倫明は鍋島紀雄を評して「日本画から出て洋画的感覚を加えた鍋島紀雄の滋潤の彩調には、心情の深々とした美しさが一種の芳香をともないながらにじんでいる」と、語った。
画材は、岩絵の具など日本画の材料を使っているが、画風は洋画に近い。
生前、個展を開いて販売することもあったが、印象派を超越した独特の画風は素人受けしなかった。
1968年2月19日交通事故のため急逝する。

## エピソード
昭和38年（1963年）秋、大阪心斎橋の画廊で個展を開いていたとき、毎日通ってくる青年がいた。よほど気に入ったらしく、ある作品をじっと見つめては帰っていった。個展の最終日にまたその青年はやって来た。紀雄に「この作品が気に入ったのですが、ここについている値段のお金は持ってません。半値にしてもらえませんか？」と、言った。紀雄は「半値には出来ん。しかし、そんなに気に入ったのなら、やる。」と、返答した。青年は驚いて目を丸くし「へぇー！」と、言って帰ってしまった。